# Jamides coritus
Jamides coritus är en fjärilsart som beskrevs av Guérin-ménéville 1829. Jamides coritus ingår i släktet Jamides och familjen juvelvingar. Inga underarter finns listade i Catalogue of Life.